# Liste der Lieder von Little Mix
Dies ist eine Liste der aufgenommenen und veröffentlichten Lieder der britischen Girlgroup Little Mix. Die Titel sind alphabetisch sortiert. Sie gibt Auskunft über die Urheber und auf welchem Tonträger die Komposition erstmals zu finden ist.

## Eigenkompositionen

### A
| Titel              | Autoren | Album     | Jahr |
| ------------------ | --- | --------- | ---- |
| About the Boy      | Thomas Barnes, Peter Kelleher, Ben Kohn, Iain James, Perrie Edwards, Jesy Nelson, Leigh-Anne Pinnock, Jade Thirlwall                                         | Salute    | 2013 |
| A.D.I.D.A.S.       | Maegan Cottone, Nathan Duvall, Kiris Houston, Aubrey Graham, Noah Shebib, Majid Al Maskati, Jordan Ullman, Paul Jeffries, Leigh-Anne Pinnock, Jade Thirlwall | Get Weird | 2015 |
| A Different Beat   | Thomas Barnes, Peter Kelleher, Ben Kohn, Iain James, Ayak Thiik, Perrie Edwards, Jesy Nelson, Leigh-Anne Pinnock, Jade Thirlwall                             | Salute    | 2013 |
| Always Be Together | Ester Dean, Dapo Torimiro | DNA       | 2012 |
| American Boy       | Richard Boardman, Pablo Bowman, Sarah Blanchard, Cleo Tighe, Rachel Furner                                                                                   | LM5       | 2018 |
| A Mess (Happy 4 U) | Jade Thirlwall, Leigh-Anne Pinnock, Perrie Edwards, Cass Lowe, Janee Bennett                                                                                 | Confetti  | 2020 |

### B
| Titel         | Autoren | Album      | Jahr |
| ------------- | --- | ---------- | ---- |
| Beep Beep     | Edvard Førre Erfjord, Henrik Michelsen, Camille Purcell, Iain James                                                                   | Glory Days | 2016 |
| Between Us    | Perrie Edwards, Leigh-Anne Pinnock, Jade Thirlwall, Janée Bennett, Tre Jean-Marie, Uzoechi Emenike                                    | Between Us | 2021 |
| Black Magic   | Edvard Førre Erfjord, Henrik Michelsen, Camille Purcell, Ed Drewett                                                                   | Get Weird  | 2015 |
| Bounce Back   | Mikkel S. Eriksen, Normani Kordei Hamilton, Tor Erik Hermansen, Steve M. Thornton II, Jocelyn Donald, Jude Demorest, Beresford Romero | Confetti   | 2020 |
| Boy           | Camille Purcell, Rick Parkhouse, George Tizzard                                                                                       | Salute     | 2013 |
| Break Up Song | Camille Purcell, Frank Nobel, Linus Nordstrom, Perrie Edwards, Leigh-Anne Pinnock, Jade Thirlwall                                     | Confetti   | 2020 |
| Breathe       | Cass Lowe, George Astasio, Jason Pebworth, Jon Shave, Camille Purcell                                                                 | Confetti   | 2020 |

### C
| Titel                     | Autoren | Album      | Jahr |
| ------------------------- | --- | ---------- | ---- |
| Case Closed               | Robbie Lamond, Cathy Dennis, Michelle Lewis, Iylola Babalola, Perrie Edwards, Jesy Nelson, Leigh-Anne Pinnock, Jade Thirlwall        | DNA        | 2012 |
| Change Your Life          | Richard „Biff“ Stannard, Tim Powell, Ash Howes, Perrie Edwards, Jesy Nelson, Leigh-Anne Pinnock, Jade Thirlwall                      | DNA        | 2012 |
| Clued Up                  | Peter Kelleher, Thomas Barnes, Ben Kohn, Jessica Cornish, Perrie Edwards, Jesy Nelson, Leigh-Anne Pinnock, Jade Thirlwall            | Get Weird  | 2015 |
| Competition               | Peter Kelleher, Thomas Barnes, Ben Kohn, Iain James, Maegan Cottone, Perrie Edwards, Jesy Nelson, Leigh-Anne Pinnock, Jade Thirlwall | Salute     | 2013 |
| Confetti (feat. Saweetie) | Ben Kohn, Camille Purcell, Maegan Cottone, Peter Kelleher, Tom Barnes, Uzoechi Emenike                                               | Confetti   | 2020 |
| Confetti (feat. Saweetie) | Ben Kohn, Camille Purcell, Maegan Cottone, Peter Kelleher, Tom Barnes, Uzoechi Emenike, Diamonté Harper                              | Confetti   | 2021 |
| Cut You Off               | Jade Thirlwall, Lauren Aquilina, Peter Rycroft                                                                                       | Between Us | 2021 |

### D
| Titel                                       | Autoren | Album                         | Jahr |
| ------------------------------------------- | --- | ----------------------------- | ---- |
| Dear Lover                                  | Ali Tamposi, Matthew Burns, Chloe Angelides, Andrew Wotman                                                           | Glory Days (Platinum Edition) | 2017 |
| DNA                                         | Thomas Barnes, Peter Kelleher, Ben Kohn, Iain James, Perrie Edwards, Jesy Nelson, Leigh-Anne Pinnock, Jade Thirlwall | DNA                           | 2012 |
| Down & Dirty                                | Perrie Edwards, Jesy Nelson, Leigh-Anne Pinnock, Jade Thirlwall, Maegan Cottone, Fridolin Walcher, Sam Romans        | Glory Days                    | 2016 |
| Dreamin' Together (Flower feat. Little Mix) | Kiyoshi Matsuo | Hanadokei                     | 2015 |

### F
| Titel          | Autoren                                                                                              | Album      | Jahr |
| -------------- | --- | ---------- | ---- |
| Forget You Not | Camille Purcell, Anya Jones, Henrik Barman Michelsen, Edvard Forre Erfjord                           | LM5        | 2018 |
| Freak          | Hanni Ibrahim, Patrick Patrikios, A.S. Govere, Phil Plested                                          | Glory Days | 2016 |
| F.U.           | Samuel Gerongco, Robert Gerongco, Maegan Cottone, Jean-Baptiste, Michael McHenry, Alessia Rita Iorio | Glory Days | 2016 |

### G
| Titel         | Autoren | Album     | Jahr |
| ------------- | --- | --------- | ---- |
| Gloves Up     | Jade Thirlwall, Leigh-Anne Pinnock, Perrie Edwards, Maegan Cottone, Peter Rycroft                                                                              | Confetti  | 2020 |
| Going Nowhere | Fred Ball, Iain James, Nicola Roberts, Perrie Edwards, Jesy Nelson, Leigh-Anne Pinnock, Jade Thirlwall                                                         | DNA       | 2012 |
| Good Enough   | Thomas Barnes, Peter Kelleher, Ben Kohn, Camille Purcell, Perrie Edwards, Jesy Nelson, Leigh-Anne Pinnock, Jade Thirlwall                                      | Salute    | 2013 |
| Grown         | Edvard Førre Erfjord, Henrik Michelsen, Jess Glynne, Janée „Jin Jin“ Bennett, Camille Purcell, Perrie Edwards, Jesy Nelson, Leigh-Anne Pinnock, Jade Thirlwall | Get Weird | 2015 |

### H
| Titel                                                      | Autoren | Album     | Jahr |
| ---------------------------------------------------------- | --- | --------- | ---- |
| Hair (feat. Sean Paul)                                     | Edvard Førre Erfjord, Henrik Michelsen, Camille Purcell, Anita Blay, Iain James | Get Weird | 2015 |
| Hair (feat. Sean Paul)                                     | Sean Paul Henriques, Edvard Førre Erfjord, Henrik Michelsen, Camille Purcell, Anita Blay, Iain James | Get Weird | 2015 |
| Happiness                                                  | Ben Kohn, Camille Purcell, Peter Kelleher, Tom Barnes, Uzoechi Emenike | Confetti  | 2020 |
| Heartbreak Anthem (Galantis mit David Guetta & Little Mix) | Jenna Andrews, Thom Bridges, Lorenzo Cosi, Perrie Edwards, David Saint Fleur, Johnny Goldstein, David Guetta, Henrik Jonback, Christian Karlsson, Yk Koi, Sorana Pacurar, Leigh-Anne Pinnock, Christopher Tempest, Jade Thirlwall | —         | 2021 |
| Holiday                                                    | Chris Loco, Camille Purcell, Frank Nobel, Linus Nordstrom, Perrie Edwards, Leigh-Anne Pinnock, Jade Thirlwall | Confetti  | 2020 |
| How Ya Doin'?                                              | Darren Lewis, Iylola Babalola, Perrie Edwards, Jesy Nelson, Leigh-Anne Pinnock, Jade Thirlwall, James Carter, Shaznay Lewis, Glenn Skinner, Ben Volpeliere-Pierrot, Nicholas Thorp, Julian Brookhouse, Miguel Drummond            | DNA       | 2012 |

### I
| Titel                | Autoren                                                                               | Album                         | Jahr |
| -------------------- | ------------------------------------------------------------------------------------- | ----------------------------- | ---- |
| If I Get My Way      | Ben Kohn, Tom Barnes, Pete Kelleher, Sam Romans, Rachel Keen                          | Glory Days (Platinum Edition) | 2017 |
| If You Want My Love  | Andrew Bullimore, Camille Purcell, Frank Nobel, Linus Nordstrom                       | Confetti                      | 2020 |
| I Love You           | TMS, Camille Purcell, Perrie Edwards, Jesy Nelson, Leigh-Anne Pinnock, Jade Thirlwall | Get Weird                     | 2015 |
| Is Your Love Enough? | Edvard Førre Erfjord, Henrik Michelsen, Sam Romans, Fred Gibson, Eyelar Mirzazadeh    | Glory Days (Platinum Edition) | 2017 |
| I Won't              | TMS, Jess Glynne, Perrie Edwards, Jesy Nelson, Leigh-Anne Pinnock, Jade Thirlwall     | Get Weird                     | 2015 |

### J
| Titel       | Autoren | Album | Jahr |
| ----------- | --- | ----- | ---- |
| Joan of Arc | Leigh-Anne Pinnock, Jade Thirlwall, Philip Plested, Patrick Patrikios, Hanni Ibrahim, Alexandra Shungudzo Govere | LM5   | 2018 |

### K
| Titel                            | Autoren                                                                | Album   | Jahr |
| -------------------------------- | ---------------------------------------------------------------------- | ------- | ---- |
| Kiss My (Uh Oh) (mit Anne-Marie) | Anne-Marie, Camille Purcell, Taylor Upsahl, Pete Nappi, Jacob Banfield | Therapy | 2021 |

### L
| Titel               | Autoren | Album      | Jahr |
| ------------------- | --- | ---------- | ---- |
| Lightning           | TroyBoi, Maegan Cottone, Perrie Edwards, Jesy Nelson, Leigh-Anne Pinnock, Jade Thirlwall | Get Weird  | 2015 |
| Little Me           | Thomas Barnes, Peter Kelleher, Ben Kohn, Iain James, Perrie Edwards, Jesy Nelson, Leigh-Anne Pinnock, Jade Thirlwall | Salute     | 2013 |
| Love a Girl Right   | Leigh-Anne Pinnock, Jade Thirlwall, Perrie Edwards, Jesy Nelson, Camille Purcell, Christopher Crowhurst, Mark Andrews, Timothy Kelley, Robert Robinson, Robert Suarez, John Barrett, Marquis Collins, Joseph „Pal Joey“ Longo III | LM5        | 2018 |
| Love Drunk          | Paul Meehan, Tim Woodcock, Alessandro Benassi, Leigh-Anne Pinnock | DNA        | 2012 |
| Love Me Like You    | Steve Mac, Iain James, Camille Purcell, James Newman | Get Weird  | 2015 |
| Love Me or Leave Me | Matt Rad, Julia Michaels, Shane Stevens | Get Weird  | 2015 |
| Love (Sweet Love)   | Isaac Sakima Quinn, Jade Thirlwall, Lauren Aquilina, Leigh-Anne Pinnock, Paul Godfrey, Ross Godfrey, Skye Edwards, Uzoechi Emenike                                                                                                | Between Us | 2021 |

### M
| Titel                           | Autoren | Album    | Jahr |
| ------------------------------- | --- | -------- | ---- |
| Madhouse                        | Iain James, Rufio Sandilands, Rocky Morris, Perrie Edwards, Jesy Nelson, Leigh-Anne Pinnock, Jade Thirlwall                        | DNA      | 2012 |
| Make You Believe                | Thomas Barnes, Peter Kelleher, Ben Kohn, Iain James, Philippe-Marc Anquetill                                                       | DNA      | 2012 |
| Monster in Me                   | Camille Purcell, Linus Nordstrom, Frank Nobel, Christopher Crowhurst, Anya Jones                                                   | LM5      | 2018 |
| More Than Words (feat. Kamille) | Camille Purcell, Timothy Mosley, Angel Lopez, Federico Vindver, Larrance Dopson, Anya Jones                                        | LM5      | 2018 |
| Motivate                        | Leigh-Anne Pinnock, Jade Thirlwall, Perrie Edwards, Patrick Patrikios, Hanni Ibrahim, James Norton, Jenna Andrews, Javier Gonzalez | LM5      | 2018 |
| Move                            | Nathan Duvall, Maegan Cottone, Perrie Edwards, Jesy Nelson, Leigh-Anne Pinnock, Jade Thirlwall                                     | Salute   | 2013 |
| Mr Loverboy                     | Ryan Williamson (RyKeyz), Jordan Dollar                                                                                            | Salute   | 2013 |
| My Love Won't Let You Down      | Andrew Bullimore, Camille Purcell, Frank Nobel, Linus Nordstrom                                                                    | Confetti | 2020 |

### N
| Titel                                       | Autoren                                                                                              | Album                         | Jahr |
| ------------------------------------------- | --- | ----------------------------- | ---- |
| No                                          | Perrie Edwards, Leigh-Anne Pinnock, Jade Thirlwall, Camille Purcell, Tre Jean-Marie, Uzoechi Emenike | Between Us                    | 2021 |
| Nobody Like You                             | Steve Robson, Emily Warren                                                                           | Glory Days                    | 2016 |
| No More Sad Songs (feat. Machine Gun Kelly) | Edvard Førre Erfjord, Henrik Michelsen, Emily Warren, Tash Phillips                                  | Glory Days                    | 2016 |
| No More Sad Songs (feat. Machine Gun Kelly) | Edvard Førre Erfjord, Henrik Michelsen, Emily Warren, Tash Phillips, Colson Baker                    | Glory Days (Platinum Edition) | 2017 |
| Not a Pop Song                              | Leigh-Anne Pinnock, Jade Thirlwall, Robin Oliver Frid, Tayla Parx, Lara Maria Andersson              | Confetti                      | 2020 |
| Nothing But My Feelings                     | Alex Niceforo, Jade Thirlwall, James Norton, Keith Sorrells, Sean Douglas, Warren Okay Felder        | Confetti                      | 2020 |
| Nothing Else Matters                        | Peter Wallevik, Daniel Davidsen, Mich Hansen, Camille Purcell, Wayne Hector                          | Glory Days                    | 2016 |
| Nothing Feels Like You                      | Uzoechi Emenike, Camille Purcell, Perrie Edwards, Jesy Nelson, Leigh-Anne Pinnock, Jade Thirlwall    | Salute                        | 2013 |
| Notice                                      | Leigh-Anne Pinnock, Jade Thirlwall, Mike Sabath, Alexandra Shungudzo Govere                          | LM5                           | 2018 |
| No Time for Tears (mit Nathan Dawe)         | Jade Thirlwall, Nathan Dawe, Tre Jean-Marie, Uzoechi Emenike                                         | Confetti                      | 2020 |

### O
| Titel                      | Autoren | Album      | Jahr |
| -------------------------- | --- | ---------- | ---- |
| OMG                        | Nick Monson, Maegan Cottone, Mike Orabiyi, Jon Mills, Kurtis McKenzie, Perrie Edwards, Jesy Nelson, Leigh-Anne Pinnock, Jade Thirlwall | Get Weird  | 2015 |
| One I've Been Missing      | Jez Ashurst, Leigh-Anne Pinnock, Rachel Furner, Sinéad Harnett, Tre Jean-Marie                                                         | Confetti   | 2019 |
| Only You (mit Cheat Codes) | Jade Thirlwall, Rachel Furner, Jez Ashurst                                                                                             | LM5        | 2018 |
| Oops (feat. Charlie Puth)  | Charlie Puth, Michael Caren, Jacob Luttrell                                                                                            | Glory Days | 2016 |

### P
| Titel                 | Autoren | Album                         | Jahr |
| --------------------- | --- | ----------------------------- | ---- |
| Power (feat. Stormzy) | Dan Omelio, Camille Purcell, James Abrahart                                                                   | Glory Days                    | 2016 |
| Power (feat. Stormzy) | Dan Omelio, Camille Purcell, James Abrahart, Michael Omari                                                    | Glory Days (Platinum Edition) | 2017 |
| Pretend It's OK       | Brian Higgins, Luke Fitton, Miranda Cooper, Perrie Edwards, Jesy Nelson, Leigh-Anne Pinnock, Jade Thirlwall   | DNA                           | 2012 |
| Private Show          | Perrie Edwards, Jesy Nelson, Leigh-Anne Pinnock, Jade Thirlwall, Fridolin Walcher, Sam Romans, Maegan Cottone | Glory Days                    | 2016 |

### R
| Titel                              | Autoren | Album    | Jahr |
| ---------------------------------- | --- | -------- | ---- |
| Red Planet (feat. T-Boz)           | Jon Levine, Autumn Rowe, Tionne „T-Boz“ Watkins                                                              | DNA      | 2012 |
| Reggaetón Lento (Remix) (mit CNCO) | Luis Angel O’Neill, Eric Perez, Jadan Andino, Jorge Class, Jean Rodríguez, Richard Camacho, Camille Purcell  | CNCO     | 2017 |
| Rendezvous                         | Lara Maria Andersson, Luis Traconis Molina, Norman Gimbel, Pablo Beltrán Ruiz, Robin Oliver Frid, Tayla Parx | Confetti | 2020 |

### S
| Titel                                 | Autoren | Album      | Jahr |
| ------------------------------------- | --- | ---------- | ---- |
| Salute                                | Thomas Barnes, Peter Kelleher, Ben Kohn, Maegan Cottone, Perrie Edwards, Jesy Nelson, Leigh-Anne Pinnock, Jade Thirlwall                         | Salute     | 2013 |
| Secret Love Song (feat. Jason Derulo) | Jez Ashurst, Emma Rohan, Rachel Furner, Jason Desrouleaux                                                                                        | Get Weird  | 2015 |
| Secret Love Song, Pt. II              | Jez Ashurst, Emma Rohan, Rachel Furner | Get Weird  | 2015 |
| See Me Now                            | Fred Ball, Iain James, Nicola Roberts | Salute     | 2013 |
| Shoutout to My Ex                     | Edvard Førre Erfjord, Henrik Michelsen, Camille Purcell, Iain James, Ed Drewett, Perrie Edwards, Jesy Nelson, Leigh-Anne Pinnock, Jade Thirlwall | Glory Days | 2016 |
| Stand Down                            | Darren Lewis, Iyiola Babalola, Shaznay Lewis, Perrie Edwards, Jesy Nelson, Leigh-Anne Pinnock, Jade Thirlwall                                    | Salute     | 2013 |
| Stereo Soldier                        | Thomas Barnes, Peter Kelleher, Ben Kohn, Iain James                                                                                              | DNA        | 2012 |
| Strip (feat. Sharaya J)               | Leigh-Anne Pinnock, Jade Thirlwall, Perrie Edwards, Jesy Nelson, Sharaya Howell, Christopher Crowhurst, Camille Purcell                          | LM5        | 2018 |
| Sweet Melody                          | Brian A. Garcia, Morten Ristorp, Robin Oliver Frid, Tayla Parx, Uzoechi Emenike                                                                  | Confetti   | 2020 |

### T
| Titel                    | Autoren | Album                         | Jahr |
| ------------------------ | --- | ----------------------------- | ---- |
| The Beginning            | Camille Purcell | Get Weird                     | 2015 |
| The Cure                 | Thomas Barnes, Peter Kelleher, Benjamin Kohn, Camille Purcell                                                                      | LM5                           | 2018 |
| The End                  | Camille Purcell | Get Weird                     | 2015 |
| The National Manthem     | Leigh-Anne Pinnock, Jade Thirlwall, James Abrahart, Sarah Hudson, Michael Woods, Kevin White                                       | LM5                           | 2018 |
| These Four Walls         | Richard „Biff“ Stannard, Ash Howes, Bradford Ellis, Shaznay Lewis, Perrie Edwards, Jesy Nelson, Leigh-Anne Pinnock, Jade Thirlwall | Salute                        | 2013 |
| They Just Don't Know You | Fred Ball, Iain James, Nicola Roberts, Perrie Edwards, Jesy Nelson, Leigh-Anne Pinnock, Jade Thirlwall                             | Salute                        | 2013 |
| Think About Us           | Camille Purcell, Linus Nordstrom, Frank Nobel                                                                                      | LM5                           | 2018 |
| Told You So              | Rachel Keen, Uzoechi Emenike, Eyelar Mirzazadeh                                                                                    | LM5                           | 2018 |
| Touch (feat. Kid Ink)    | Hanni Ibrahim, Patrick Patrikios, A.S. Govere, Phil Plested                                                                        | Glory Days                    | 2016 |
| Touch (feat. Kid Ink)    | Hanni Ibrahim, Patrick Patrikios, A.S. Govere, Phil Plested                                                                        | Glory Days (Platinum Edition) | 2017 |
| Towers                   | Jamie Scott, Little Nikki, Edvard Førre Erfjord, Henrik Michelsen                                                                  | Salute                        | 2013 |
| Trash                    | Camille Purcell, Tre Jean-Marie, Uzoechi Emenike, Mabel McVey                                                                      | Between Us                    | 2021 |
| Turn Your Face           | Steve Mac, Priscilla Renea | DNA                           | 2012 |

### U
| Titel                                     | Autoren                              | Album      | Jahr |
| ----------------------------------------- | ------------------------------------ | ---------- | ---- |
| Une Autre Personne (Tal feat. Little Mix) | Tal, Ralph Beaubrum, Dalvin, Tiery-F | À l'infini | 2013 |

### W
| Titel                             | Autoren | Album     | Jahr |
| --------------------------------- | --- | --------- | ---- |
| Wasabi                            | Jade Thirlwall, Uzoechi Emenike, Mike Sabath, Alexandra Shungudzo Govere                                                                                               | LM5       | 2018 |
| We Are Who We Are                 | Steve Mac, Wayne Hector, Ina Wroldsen | DNA       | 2012 |
| Weird People                      | Edvard Førre Erfjord, Henrik Michelsen, Camille Purcell, Ed Drewett | Get Weird | 2015 |
| Wings                             | Thomas Barnes, Peter Kelleher, Ben Kohn, Iain James, Perrie Edwards, Jesy Nelson, Leigh-Anne Pinnock, Jade Thirlwall, Erika Nuri, Michelle Lewis, Mischke, Heidi Rojas | DNA       | 2012 |
| Woman Like Me (feat. Nicki Minaj) | Jessica Glynne, Edward Sheeran, Steve McCutcheon, Onika Maraj | LM5       | 2018 |
| Woman's World                     | Jade Thirlwall, Rachel Furner, Jez Ashurst | LM5       | 2018 |

### Y
| Titel         | Autoren                                                        | Album      | Jahr |
| ------------- | -------------------------------------------------------------- | ---------- | ---- |
| You Gotta Not | Johan Carlsson, Alexander Kronlund, Ross Golan, Meghan Trainor | Glory Days | 2016 |
| Your Love     | Jeremy Coleman, Camille Purcell, James Abrahart                | Glory Days | 2016 |

## Coverversionen
| Titel                                                                    | Autoren                      | Album  | Jahr |
| ------------------------------------------------------------------------ | ---------------------------- | ------ | ---- |
| Cannonball                                                               | Damien Rice                  | DNA    | 2011 |
| Wishing on a Star (mit The X Factor Finalists 2011, JLS & One Direction) | Billie Rae Calvin            | —      | 2011 |
| Word Up!                                                                 | Larry Blackmon, Tomi Jenkins | Salute | 2014 |